# جانت لوین
جانت لوین (انگلیسی: Jeannette Lewin؛ زادهٔ ۲۷ فوریه ۱۹۷۲ (۱۹۶۲ ساله)) ورزشکار هاکی روی چمن اهل پادشاهی هلند است.
وی در مسابقات کشوری و بین‌المللی در مجموع برندهٔ ۱ مدال طلا، ۲ مدال نقره، ۲ مدال برنز شده‌است.